# 이휘민
이휘민(1994년 8월 5일~)은 예명 릴 모쉬핏(Lil Moshpit)으로도 알려진 대한민국의 음악 프로듀서이다. 그루비룸의 멤버로 활동하고 있다. 2022년에 솔로 음반 AAA를 발매했고, 이는 한국 힙합 어워즈에서 올해의 힙합 앨범을 수상했다.

## 생애
이휘민은 인천광역시에서 태어났다. 초등학교 4학년 때 더블케이의 음반을 듣고 힙합에 관심을 가지게 되었다. 고등학교 3학년 때 작곡을 시작했다.
친구들과 페스티벌이나 클럽에서 놀 때 모쉬핏하는 것을 좋아해서 예명을 릴 모쉬핏으로 지었다.

## 경력
이휘민은 2022년 4월 1일에 릴 모쉬핏이라는 이름으로 솔로 음반 AAA를 발매했고, 이는 한국 힙합 어워즈에서 올해의 힙합 앨범을 수상했다. 2023년에 플리키 뱅과 EP Fleeky Season을 발매했다.

## 예술성
이휘민은 그루비룸으로 활동할 때는 힙합, 팝, R&B를 넘나드나 릴 모쉬핏으로 활동할 때는 힙합에 더 집중한다.

## 음반 목록

### 정규 음반
| 제목 | 상세                                                            |
| ---- | --------------------------------------------------------------- |
| AAA  | - 발매일: 2022년 4월 1일 - 레이블: 하이어 뮤직 - 형식: 스트리밍 |

## 수상 및 후보
| 시상식           | 연도 | 후보     | 부문                | 결과 | 각주  |
| ---------------- | ---- | -------- | ------------------- | ---- | ----- |
| 한국 힙합 어워즈 | 2023 | AAA      | 올해의 힙합 앨범    | 수상 | [ 3 ] |
| 한국 힙합 어워즈 | 2023 | "Yooooo" | 올해의 힙합 트랙    | 후보 | [ 6 ] |
| 한국 힙합 어워즈 | 2023 | "Yooooo" | 올해의 콜라보레이션 | 후보 | [ 6 ] |
| 한국 힙합 어워즈 | 2023 | 본인     | 올해의 프로듀서     | 후보 | [ 6 ] |